# النسري (حالمين)

تعديل مصدري - تعديل

النسري هي إحدى قرى عزلة حبيل الريدة بمديرية حالمين التابعة لمحافظة لحج، بلغ تعداد سكانها 791 نسمة حسب تعداد اليمن لعام 2004.